# Elsőrendű nyomaték
Az elsőrendű nyomaték vagy síkidom statikai nyomatéka a metrikus terek nyomatékán alapuló fogalom. Egy tengelyre vett elsőrendű nyomaték a területelemek és a tengelytől való távolságuk szorzatának összege. [Σ(a x d)]. Az elsőrendű nyomaték annak mértéke, hogy egy síkidom területe milyen távolságra helyezkedik el egy tengelytől. Az elsőrendű nyomatékot a mérnöki gyakorlat gyakran használja egy síkidom súlypontjának meghatározására.

## Definíció

Síkidom y és x tengelyre vett elsőrendű nyomatéka

Vegyünk egy tetszőleges alakú, A területű síkidomot és osszuk fel nagyon kis egyenlő méretű dA területekre, valamint legyen adott egy derékszögű x-y koordináta-rendszer. Minden kis területelemnek lesz egy xi és yi koordinátája. Ekkor az x illetve az y tengelyre vett elsőrendű nyomaték így számítható:
{\displaystyle S_{x}=Ay_{s}=\int y_{i}dA} és
{\displaystyle S_{y}=Ax_{s}=\int x_{i}dA}.
A képletben xs és ys a keresztmetszet súlypontjának koordinátái az adott koordináta-rendszerben.
Az elsőrendű nyomaték SI egysége méter a harmadik hatványon (m³).  

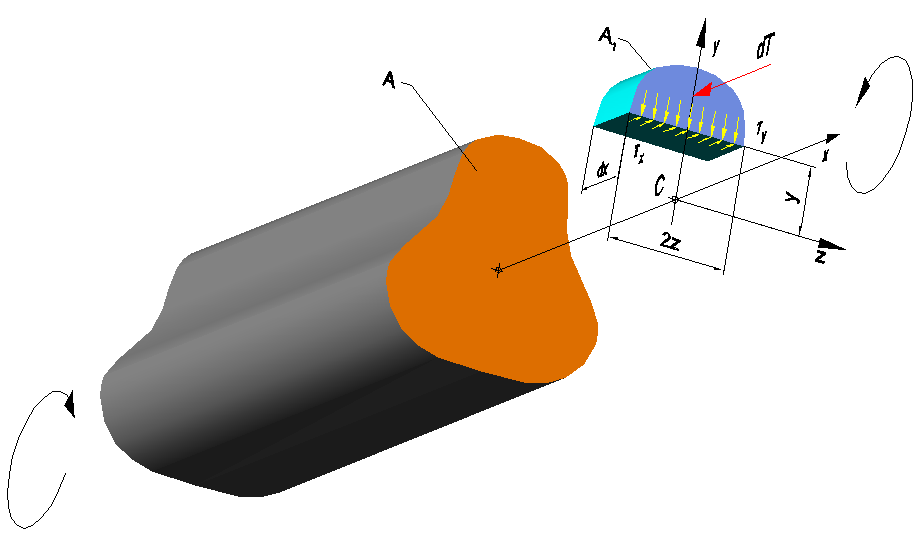
A nyírófeszültség közelítő értéke

## Hajlított tartóban ébredő nyírófeszültség
A statikai nyomatéknak fontos szerepe van a hajlításra terhelt tartóban ébredő nyírófeszültségek számításában. Egyenes rudak tiszta hajlítása a gyakorlatban ritkán fordul elő, a nyomatékterhelés általában nyírórerővel jár együtt. (Mindig ébred nyíróerő, ha a nyomaték a rúd mentén változik). A nyíróerő okozta csúsztatófeszültség közelítő értékének kiszámításához a rudat egy, a nyíróerőre merőleges síkkal képzeletben két részre osztjuk. Ha a rúd ténylegesen két részből állna (mint például laprugók esetében), akkor a két fél hajlítás közben elcsúszna egymáson. Egyetlen rúd esetében ezt az elcsúszást a rúd hossztengelyében ható tolóerők akadályozzák meg, ezek a tolóerők okozzák a csúsztatófeszültséget. A csúsztatófeszültség közelítő értéke a semleges száltól (a keresztmetszet súlypontjától) y távolságban lévő síkban: 
{\displaystyle \tau _{x}={\frac {V}{I_{z}}}{\frac {S_{z}}{2z}},}
ahol
{\displaystyle V\,} a keresztmetszetet terhelő nyíróerő,
{\displaystyle S_{z}\,} a vizsgált hely feletti (vagy alatti) A1 keresztmetszeti területrész elsőrendű nyomatéka a hajlítás z tengelyére (tehát nem a teljes keresztmetszeté!),
{\displaystyle I_{z}\,} a teljes A keresztmetszet másodrendű nyomatéka a hajlítás z tengelyére,
{\displaystyle 2z\,} pedig az y helyen a keresztmetszet szélessége.

## Lásd még
- Másodrendű nyomaték
- Poláris másodrendű nyomaték